# Hýsly

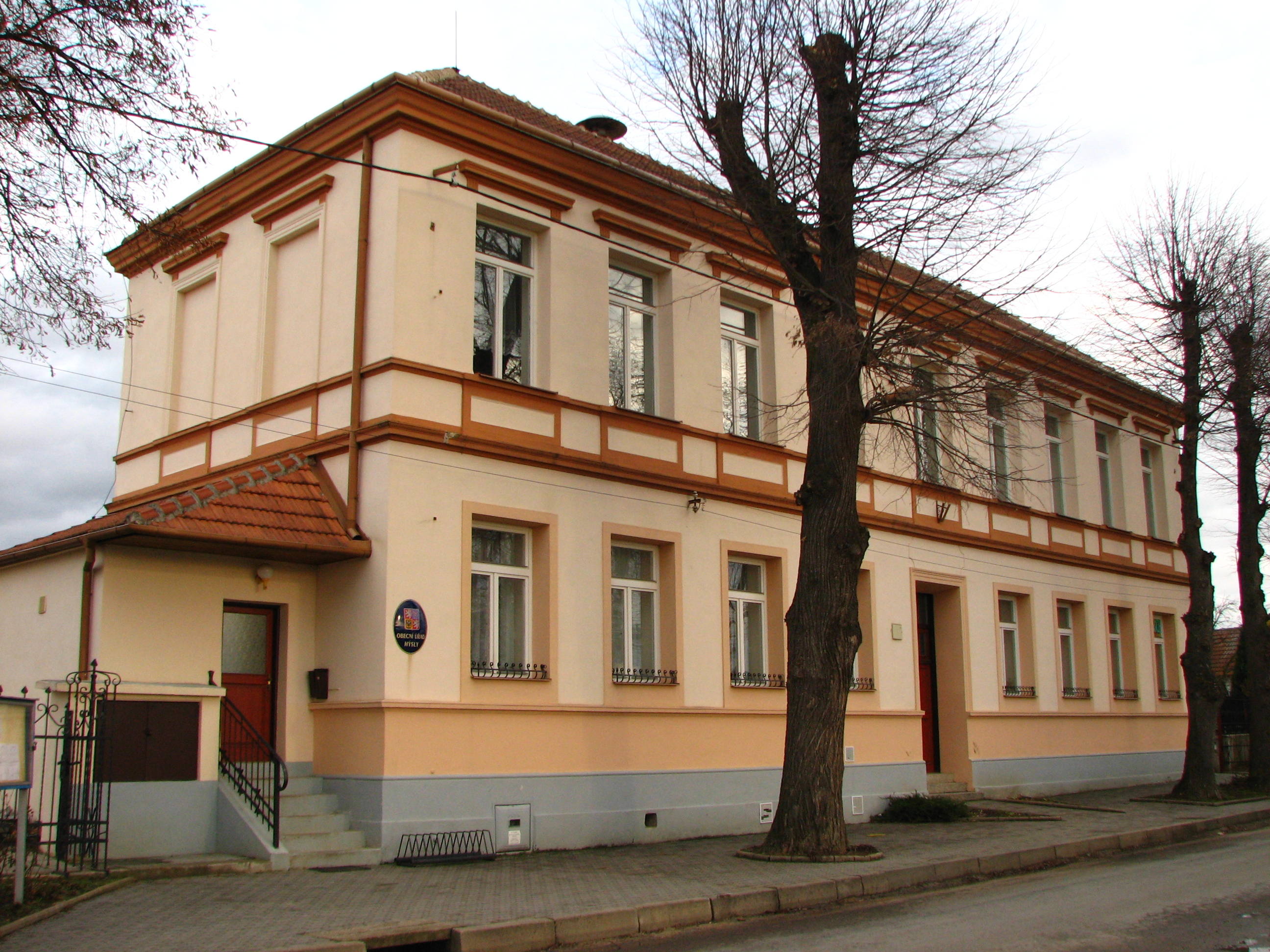
Gemeindeamt

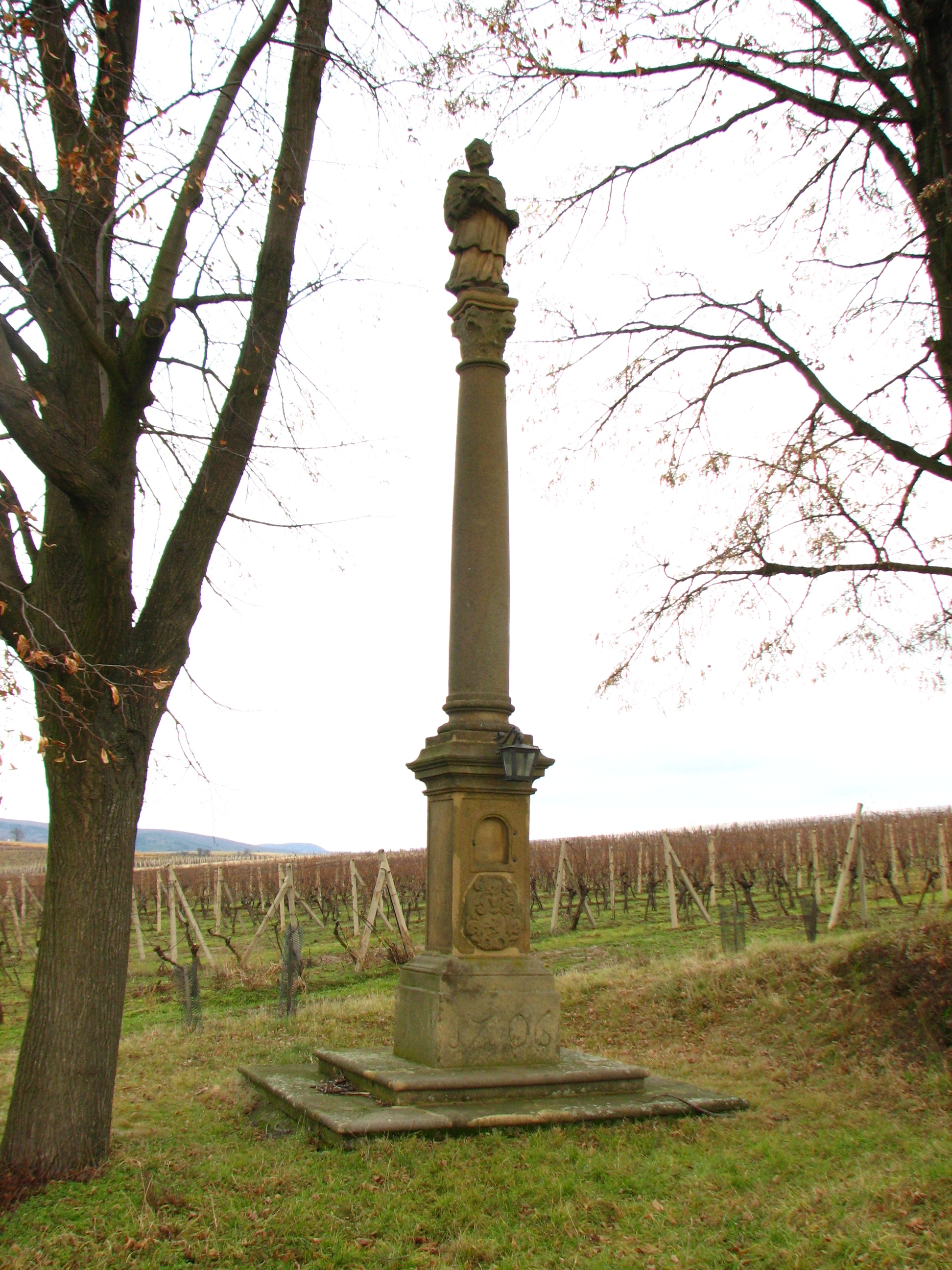
Statue des hl. Johannes von Nepomuk

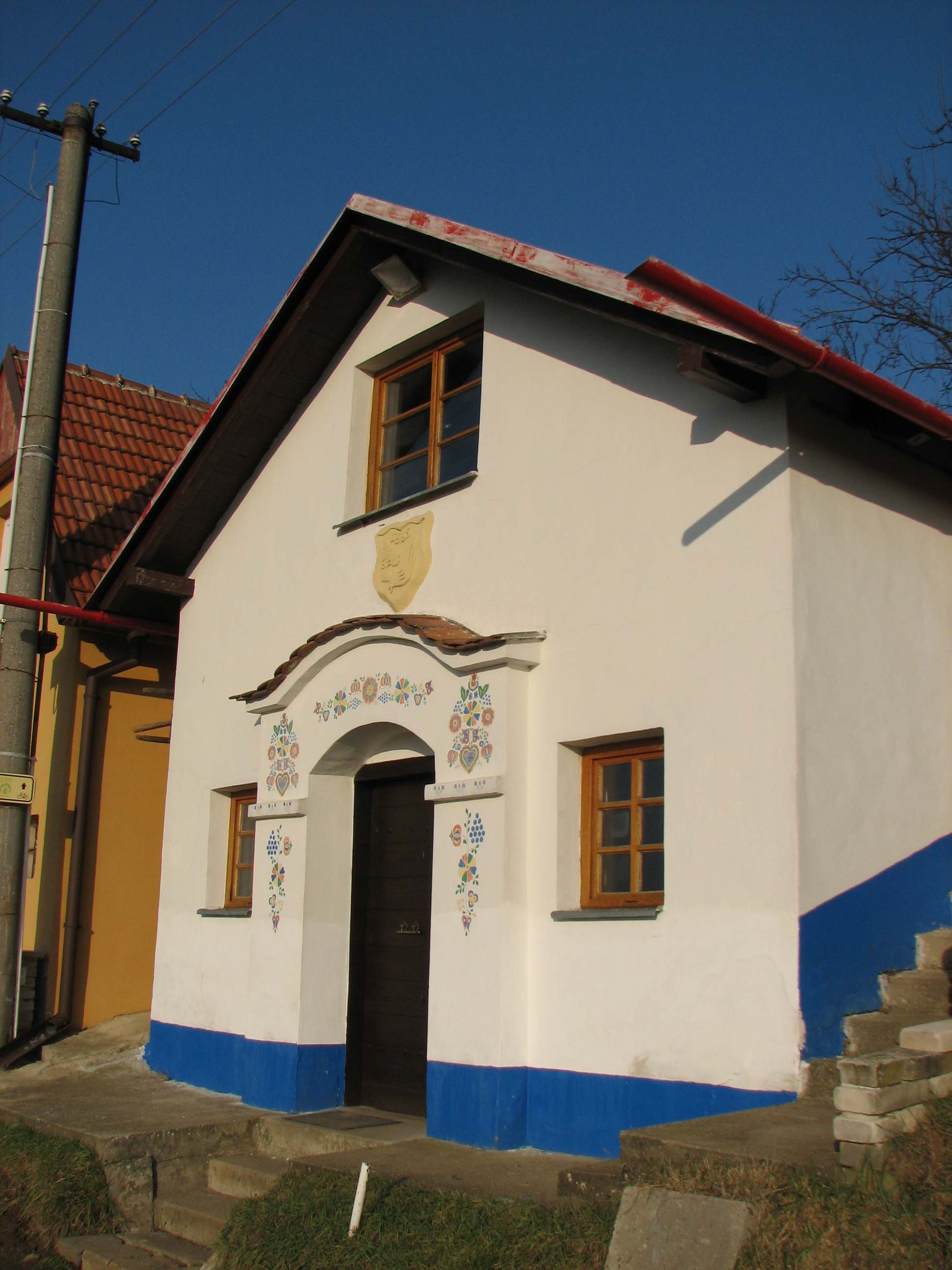
Ältester Weinkeller, errichtet 1669

Hýsly (deutsch Hiesl, früher Hiesel) ist eine Gemeinde in Tschechien. Sie liegt fünf Kilometer nordöstlich von Kyjov und gehört zum Okres Hodonín.

## Geographie
Hýsly befindet sich in der Kyjovská pahorkatina. Das Dorf liegt unterhalb der Einmündung des Baches Čeložnický potok in der Talmulde der Moštěnka. Nördlich erhebt sich der Šepruny (303 m), östlich die Budy (310 m), im Südwesten der Kuče (278 m) sowie nordwestlich die Bohuslavická Nová hora (295 m) und Zelená hora (305 m).
Nachbarorte sind Labuty und Skalka im Nordosten, Ježov im Osten, Žádovice im Südosten, Kelčany im Süden, Kyjov und Nětčice im Südwesten, Kostelec im Westen sowie Čeložnice und Moravany im Nordwesten.

## Geschichte
Die erste schriftliche Erwähnung von Heysla erfolgte im Jahre 1131 in einem Besitzverzeichnis des Olmützer Bischofs Heinrich Zdik. Die Güter gehörten zu dieser Zeit anteilig der Burgkirche in Břeclav und der Kirche in Spytihněv. Seit der Mitte des 14. Jahrhunderts wechselten sich verschiedene Adelsgeschlechter als Besitzer von Hýsly ab. Zu dieser Zeit bestand ein Hof und drei Fischteiche. Im Jahre 1466 wurde das Dorf der Herrschaft Milotice zugeschlagen. Nachdem 1572 das Gut Dolní Moštěnice von Milotice abgetrennt worden war, wurde Hýsly dorthin untertänig. Zu den Besitzern gehörten die Grafen von Forgách und danach von 1684 bis 1763 die Peterswaldský von Peterswald. 1763 erwarb Johann von Khuenburg das Gut, danach folgten ab 1784 die Herren von Loewenfeld. Am 4. Juli 1826 vernichtete ein Großfeuer 33 Häuser. 1831 verstarben 31 Einwohner an der Brechruhr. Hiesel bestand im Jahre 1834 aus 62 Häusern und hatte 297 Einwohner. Bis zur Mitte des 19. Jahrhunderts blieb das Dorf immer nach Unter Moschtienitz untertänig.
Nach der Aufhebung der Patrimonialherrschaften bildete Hýsly/Hiesel ab 1850 eine Gemeinde in der Bezirkshauptmannschaft Gaya. 1902 wurde das Schulhaus eingeweiht. Nach der Aufhebung des Okres Kyjov wurde der Ort 1960 dem Okres Hodonín zugeordnet. Der Schulunterricht in Hýsly wurde 1979 eingestellt.

## Gemeindegliederung
Für die Gemeinde Hýsly sind keine Ortsteile ausgewiesen. Zu Hýsly gehört die Ansiedlungen Dolní Moštěnice (Unter Moschtienitz) und Josefínský Dvůr im Norden.

## Sehenswürdigkeiten

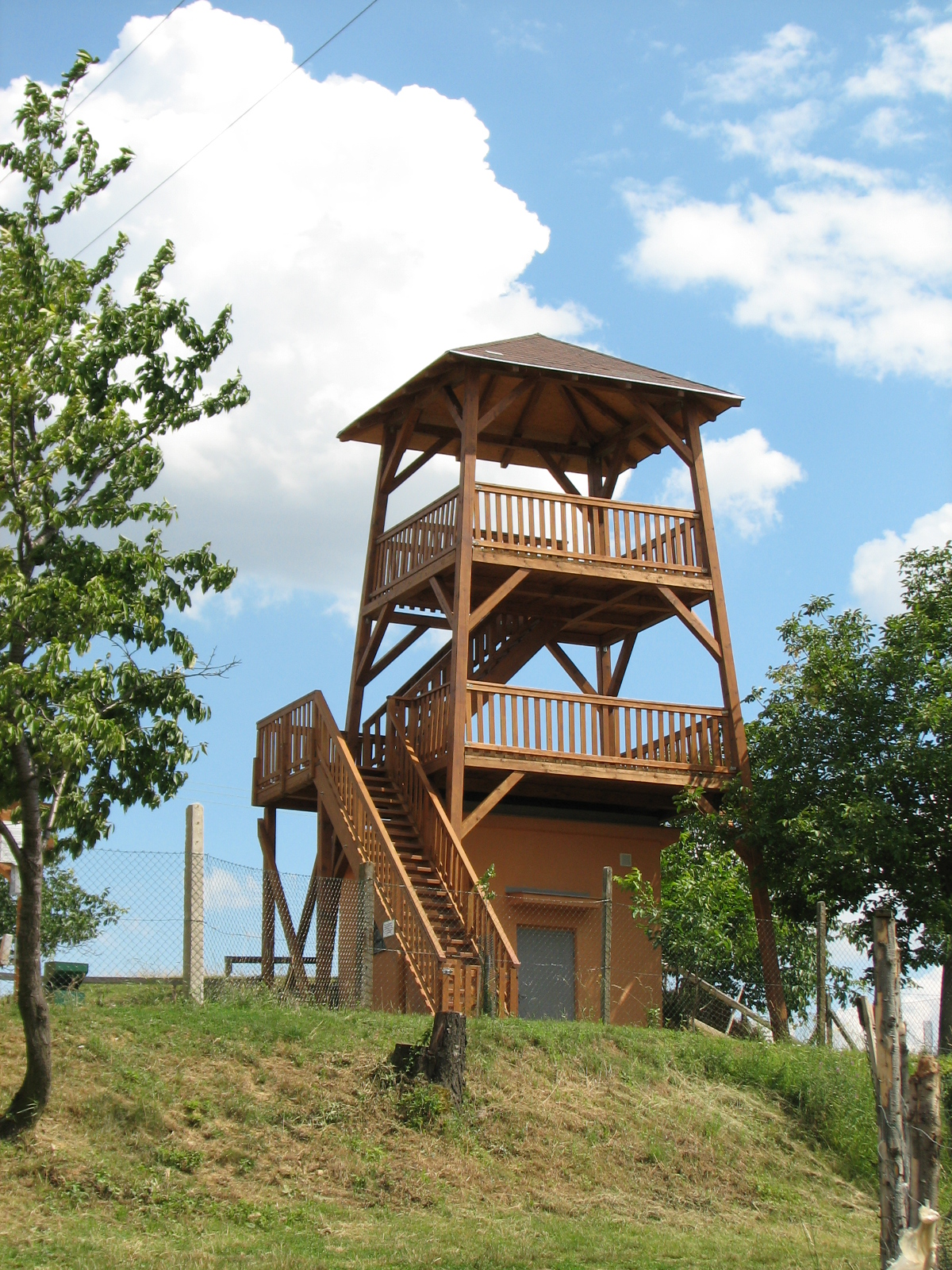
Aussichtsturm Johanka

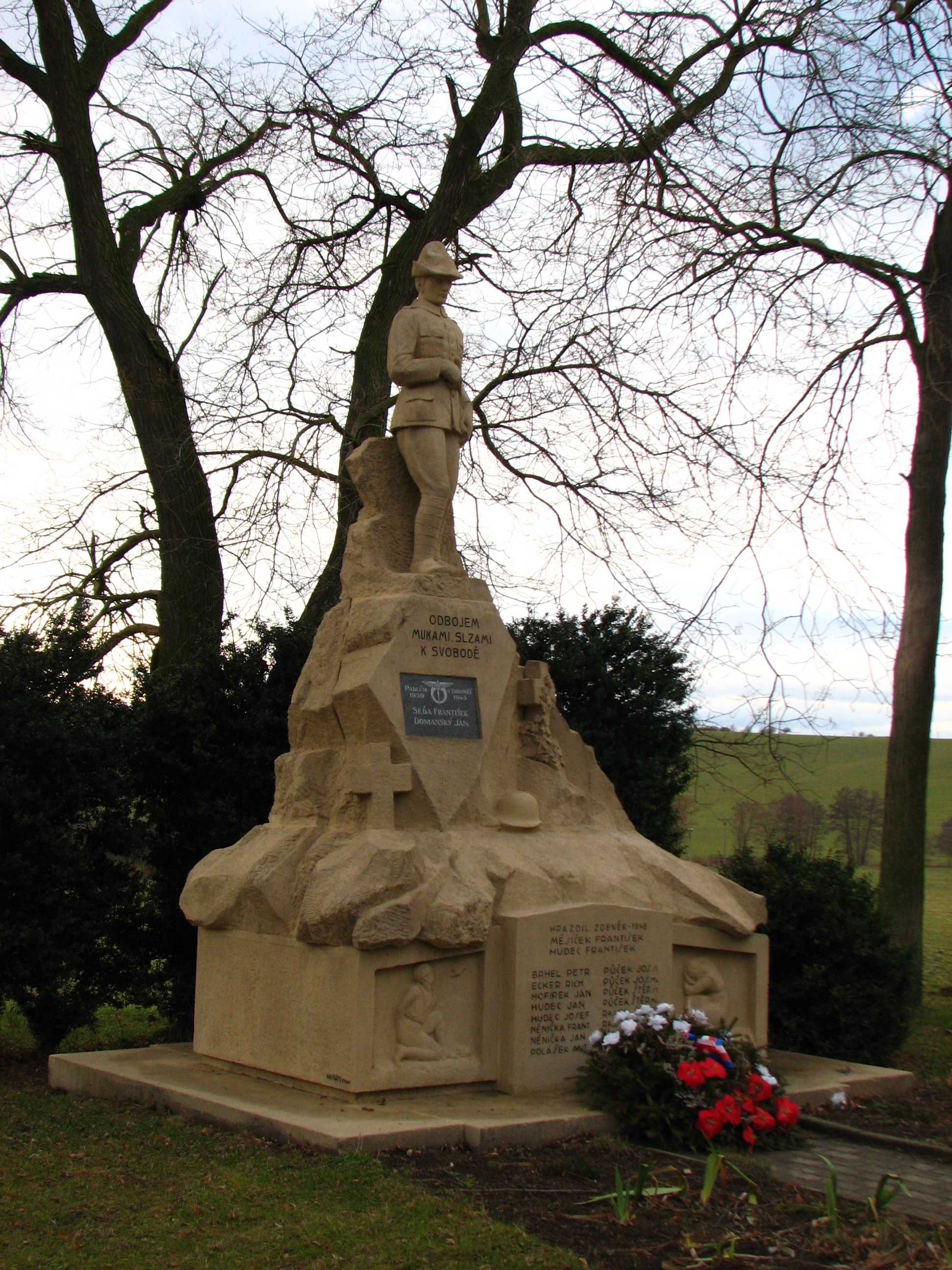
Denkmal der Opfer beider Weltkriege

- Schloss Dolní Moštěnice, das zwischen 1719 und 1720 errichtete ehemalige Barockschloss diente während der Zeit des Kommunismus als Büro und Wohnheim der LPG, wobei es verkam. Es ist von einem Park mit mächtigen Eschen umgeben. Das Schloss ist nicht zugänglich.
- Kapelle des hl. Prokop, errichtet 1936 anstelle eines Glockenturmes, der vier Jahre zuvor dem Straßenbau weichen musste.
- Statue des hl. Johannes von Nepomuk, errichtet 1706 an der Stelle, bis zu der im selben Jahre das große Hochwasser reichte. An der Skulptur befindet sich das Wappen eines geflügelten Leu mit Schwert.
- Aussichtsturm Johanka, der elf Meter hohe Bau in den Weinbergen linksseitig der Moštěnka entstand 2006
- Weinkeller auf den Budy, östlich des Dorfes
- kleinste Sonnenuhr der Welt, 9 × 9 mm, aufgestellt 2008[2]
- verkleinertes Modell des Sonnensystems
- Sonnenuhr, 14 × 20 m, errichtet 2007
- zwei Sonnenuhren auf sich selbst, 8,4 × 3,5 m, errichtet 2008